# 애니메이트

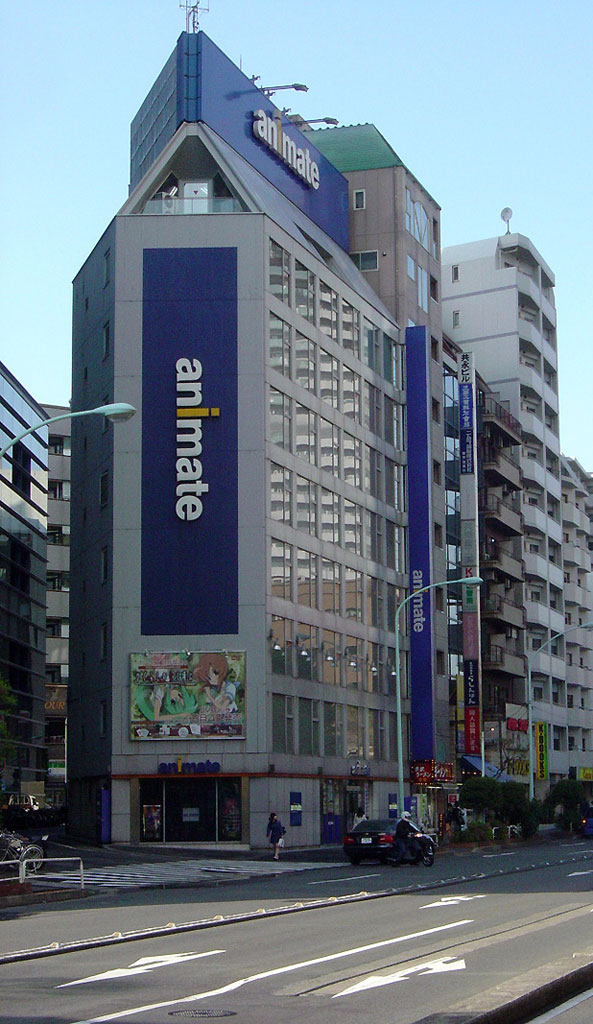
이케부쿠로에 위치한 애니메이트의 본점

애니메이트(일본어: アニメイト, 영어: Animate)는 비디오 게임과 만화, 애니메이션 관련 상품을 취급하는 일본의 소매 업체다.

## 연혁
1983년에 오픈한 이케부쿠로점(현재의 이케부쿠로 본점)이 제1호점이다. 처음에는 현재의 점포 부근에 위치한 빌딩 1층에서 영업하였지만, 점차 위층으로 점포를 확장하여, 현재의 빌딩에 통째로 입주하는 형태로 이전하여 지금에 이르렀다.
창업 초기에는 미나미칸토나 게이한신, 센다이점, 삿포로점(당초는 판매 대리점)정도였지만, 점차 후쿠오카 덴진점이나 나고야점 등, 전국 각지로 급격하게 점포망을 넓혀 현재는 전국의 현청 소재지나 주변 인구 30~40만명 정도의 지역에도 적극적으로 출점하고 있다.
과거에는, 대부분 지방별로 몇 개의 다른 회사가 운영을 하고 있었다. 이케부쿠로점(현재의 이케부쿠로 본점)을 중심으로 무빅(ムービック)이 운영하는 동일본 애니메이트(이하 '동일본'), 아베노벨타점(현재의 텐노지점)을 중심으로 코아데 기획이 운영하는 서일본 애니메이트(이하 '서일본'), 요코하마점이 자체 운영하는 요코하마 애니메이트(나중에 '동일본'에 흡수됨), 일반 서점에 운영을 위탁하여 영업하는 '판매 대리점'(현재는 도쿠시마점만)으로 나뉘어 각자 독자적인 이벤트나 페어를 여는 경우가 많았다. 현재는 주식회사 애니메이트를 중심으로 통합·재편되어 있다(단 점포는 독립채산제이기 때문에, 각 점포나 지역별로 독자적인 페어나 이벤트, 혹은 상품을 파는 경우가 많고, 반드시 똑같지는 않다). 2006년 7월부터는, 간토 지방을 중심으로 규모를 축소한 '미니'점포로 바꾸거나 신규 개점하는 점포도 있다.
구 '동일본' 지역에는 2007년 4월 욧카이치점에 출점하여, 관할 지역의 모든 도도현에 출점하였다. 구 '서일본'에는 2015년 4월 이온 마쓰에점에 출점하여, 관할 지역의 모든 도도현에 출점함과 동시에, 애니메이션 상점으로는 최초로 모든 도도부현에 출점하게 되었다.
이전에는 점포 내 정보 프로그램 〈히로치에! 라디오 애니메이트〉 가 2000년부터 각 점포에서 방송되고 있었지만, 2002년 3월에 종료하였다. 현재는 각 점포에서 독자적으로 애니메이션 관련 노래들을 BGM으로서 틀고 있다.

## 점포 목록[4]

### 일본

#### 구 동일본 애니메이트 지역
| 도도현     | 점포명 |
| ---------- | --- |
| 홋카이도   | 삿포로·신치토세 공항·아사히카와·하코다테·이온 구시로 |
| 아오모리현 | 아오모리·하치노헤·히로사키 |
| 이와테현   | 모리오카 |
| 미야기현   | 센다이 |
| 아키타현   | 아키타 |
| 야마가타현 | 야마가타 |
| 후쿠시마현 | 후쿠시마·이와키·고리야마 |
| 이바라키현 | 미토·이온 몰 쓰치우라 |
| 도치기현   | 우쓰노미야·로부레 오야마 |
| 군마현     | 다카사키·이온 몰 오타 |
| 사이타마현 | 오미야·가와고에·미나미코시가야·모라쥬 쇼부·이온 레이크타운·도코로자와·가와구치·구마가야·라라포트 후지미 |
| 지바현     | 지바·츠다누마·이온 몰 후나바시·가시와·아리오 가시와·마쓰도·이온 몰 기사라즈 |
| 도쿄도     | 이케부쿠로 본점·선샤인·코믹 플라자×애니메이트·신주쿠·시부야·아키하바라·AKIBA 걸즈 스테이션·가마타·JMA 도쿄 타워·기치조지·다치카와·하치오지·마치다·긴시초·세이세키사쿠라가오카·다마 센터·이온 몰 무사시무라야마 |
| 가나가와현 | 요코하마·가와사키·요코스카·후지사와·오다와라·신유리가오카·혼아쓰기·마루이 패밀리 에비나 |
| 니가타현   | 니가타·나가오카 |
| 도야마현   | 도야마 |
| 이시카와현 | 가나자와 |
| 후쿠이현   | 후쿠이 |
| 야마나시현 | 고후 |
| 나가노현   | 나가노·마쓰모토 |
| 기후현     | 기후 |
| 시즈오카현 | 시즈오카·하마마쓰·이온 하마마쓰이치노·누마즈·이온 몰 후지노미야 |
| 아이치현   | 나고야·가나야마·사카에·도요하시·히가시오카자키·도요타·이온 몰 오다카 |
| 미에현     | 욧카이치·이온 구와나 |

#### 구 서일본 애니메이트 지역
| 부현       | 점포명                                               |
| ---------- | ---------------------------------------------------- |
| 시가현     | 알 플라자 구사쓰                                     |
| 교토부     | 교토·아반티 교토                                     |
| 오사카부   | 덴노지·닛폰바시·교바시·우메다·후세·다카쓰키·히라카타 |
| 효고현     | 산노미야·카와니시·히메지·이온 아카시                 |
| 나라현     | 나라                                                 |
| 와카야마현 | 와카야마                                             |
| 돗토리현   | 이온 요나고                                          |
| 시마네현   | 이온 마쓰에                                          |
| 오카야마현 | 오카야마                                             |
| 히로시마현 | 히로시마·후쿠야마·후지 그랜드 히가시히로시마         |
| 야마구치현 | 이온 호후                                            |
| 도쿠시마현 | 도쿠시마                                             |
| 가가와현   | 다카마쓰                                             |
| 에히메현   | 마쓰야마                                             |
| 고치현     | 고치                                                 |
| 후쿠오카현 | 후쿠오카 덴진·고쿠라·이온 몰 지쿠시노                |
| 사가현     | 모라쥬 사가                                          |
| 나가사키현 | 나가사키·사세보                                      |
| 구마모토현 | 구마모토                                             |
| 오이타현   | 오이타                                               |
| 미야자키현 | 미야자키                                             |
| 가고시마현 | 가고시마                                             |
| 오키나와현 | 나하 국제 거리                                       |

### 해외
- 중화민국
  - 타이베이시 시먼띵
  - 타이중시
- 중화인민공화국
  - 홍콩
  - 상하이시
- 타이
  - 방콕
- 대한민국
  - 서울 홍대점[6]
  - 부산 서면점
  - 애니메이트 코리아 온라인샵

## 갤러리

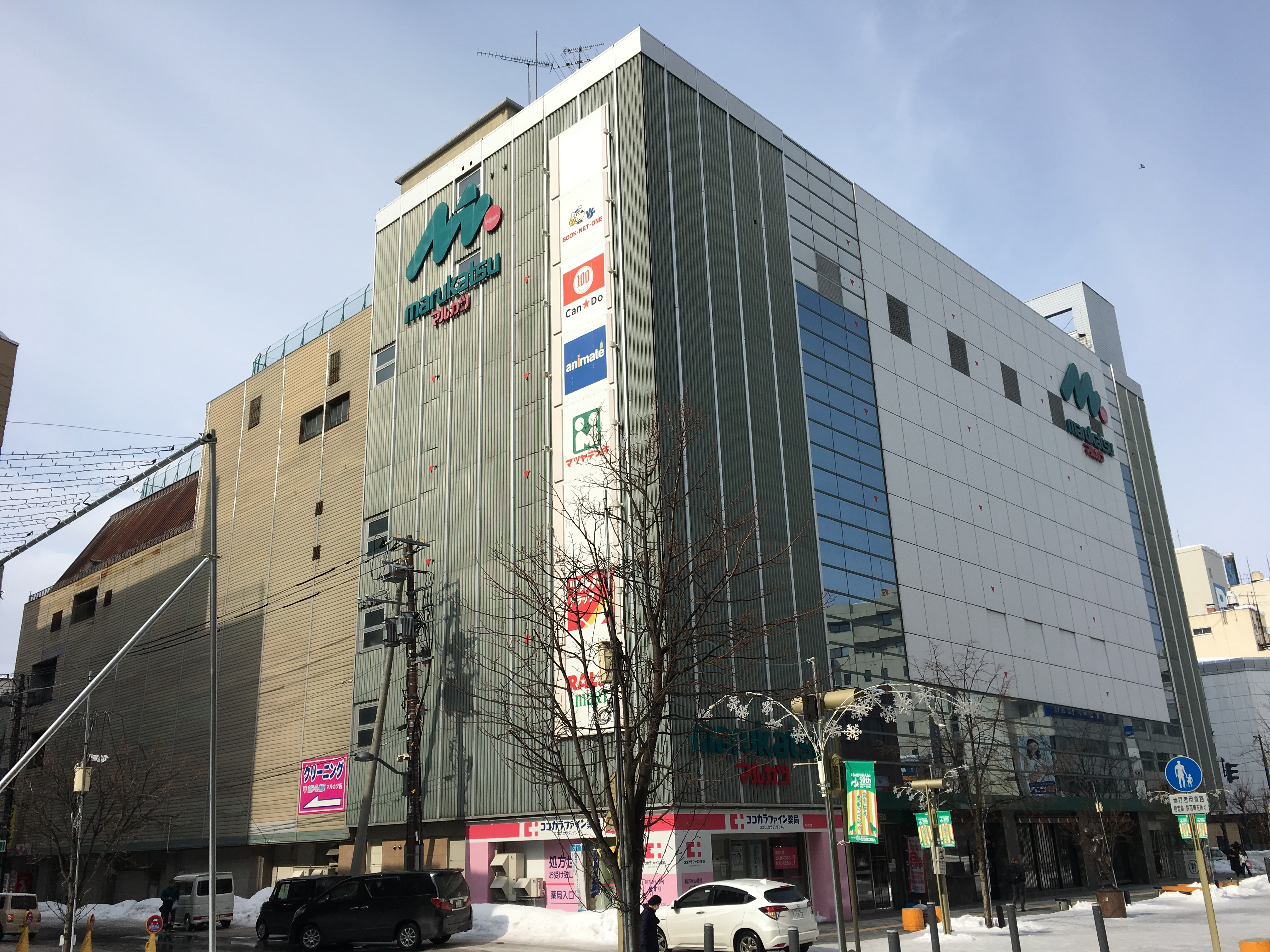
아사히카와점 (마루카츠 백화점 4층)
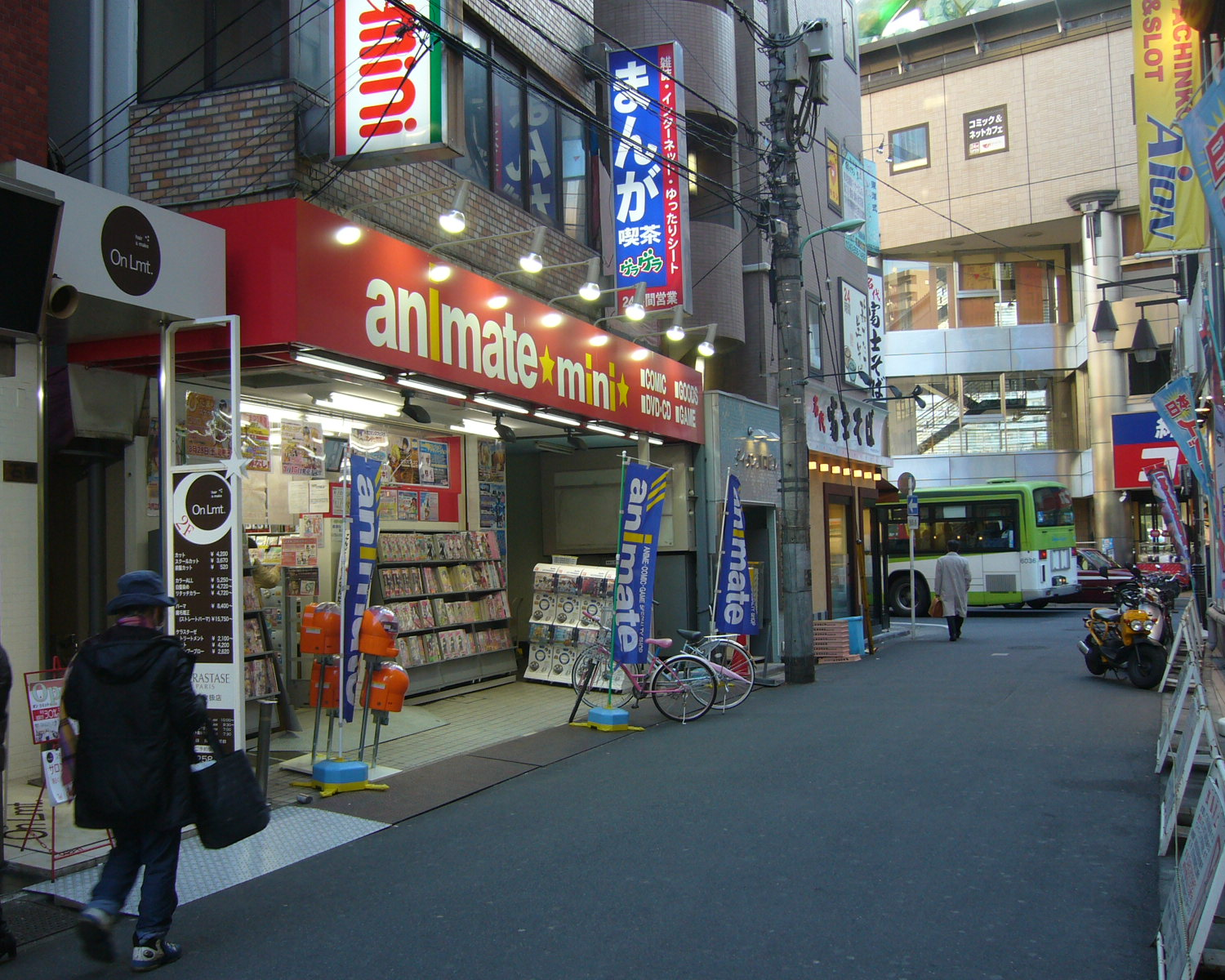
가와구치점 (애니메이트 미니에서 애니메이트 지점이 되기 이전)
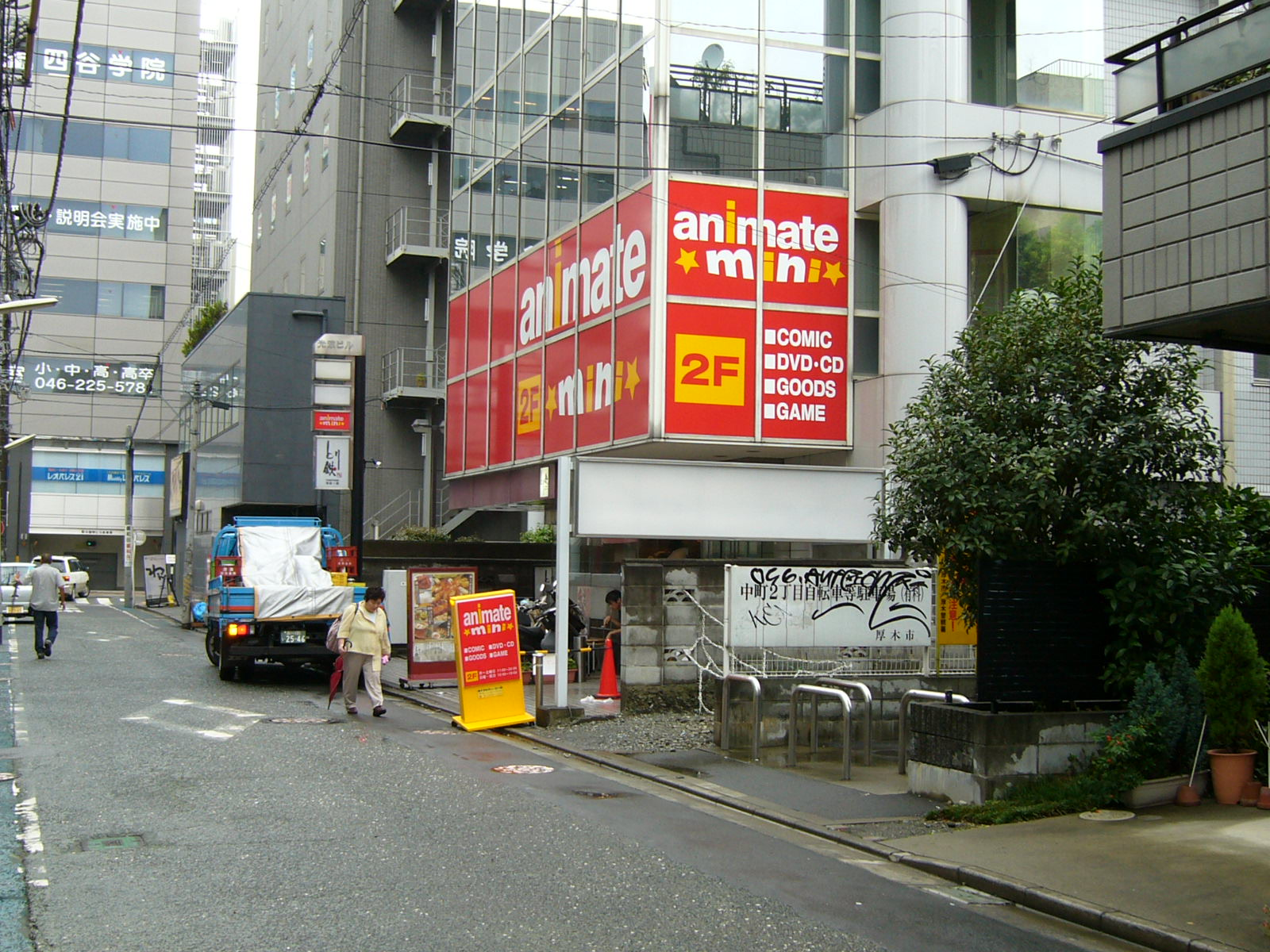
혼아쓰기점 (애니메이트 미니)
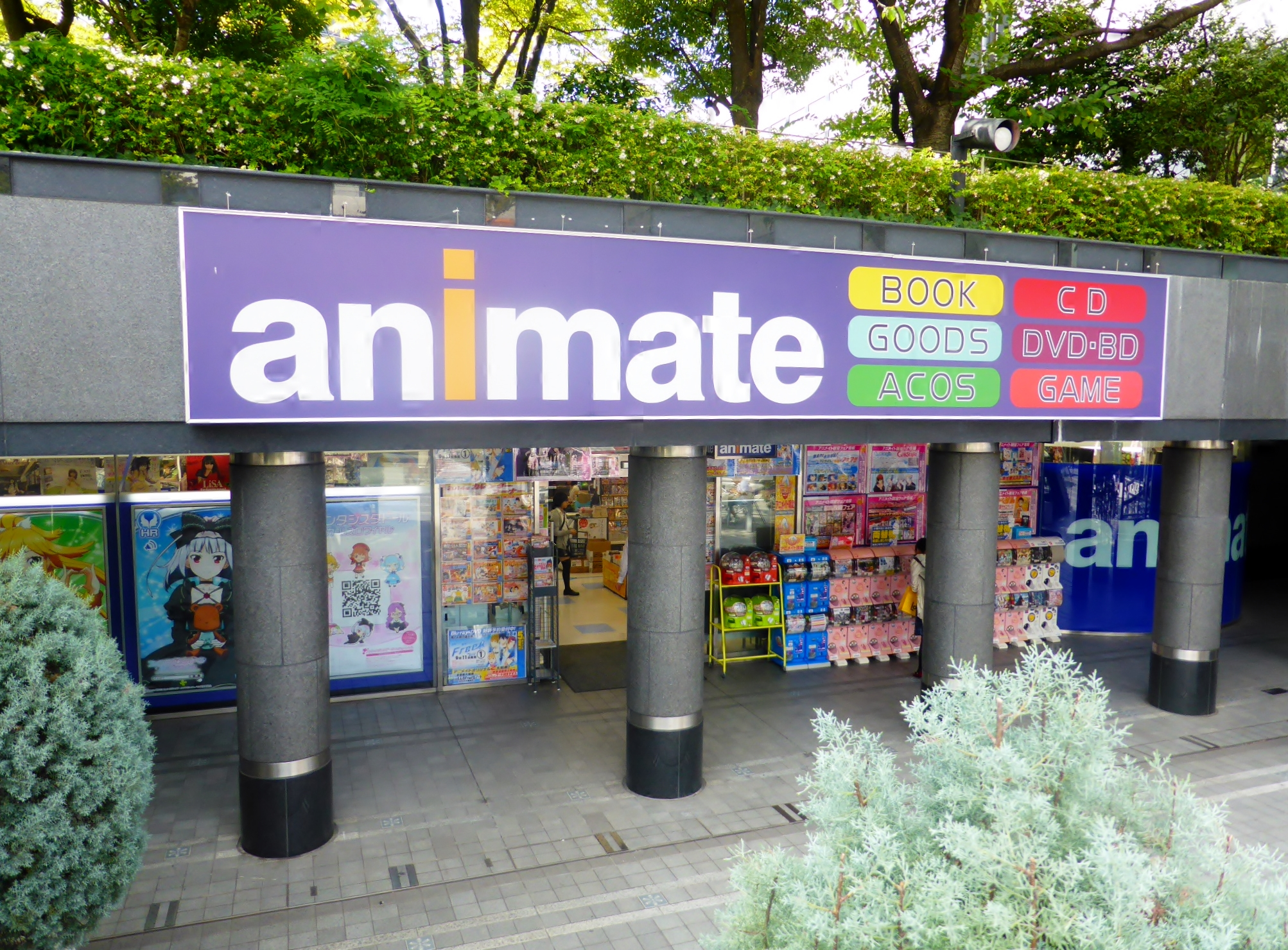
우메다점
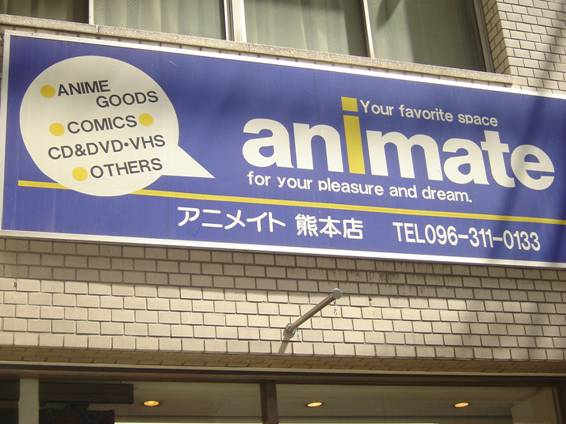
구 구마모토점 (2009년 12월 이전 이전)
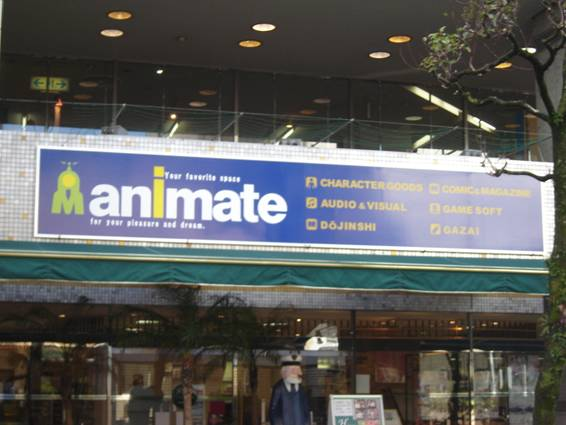
미야자키점
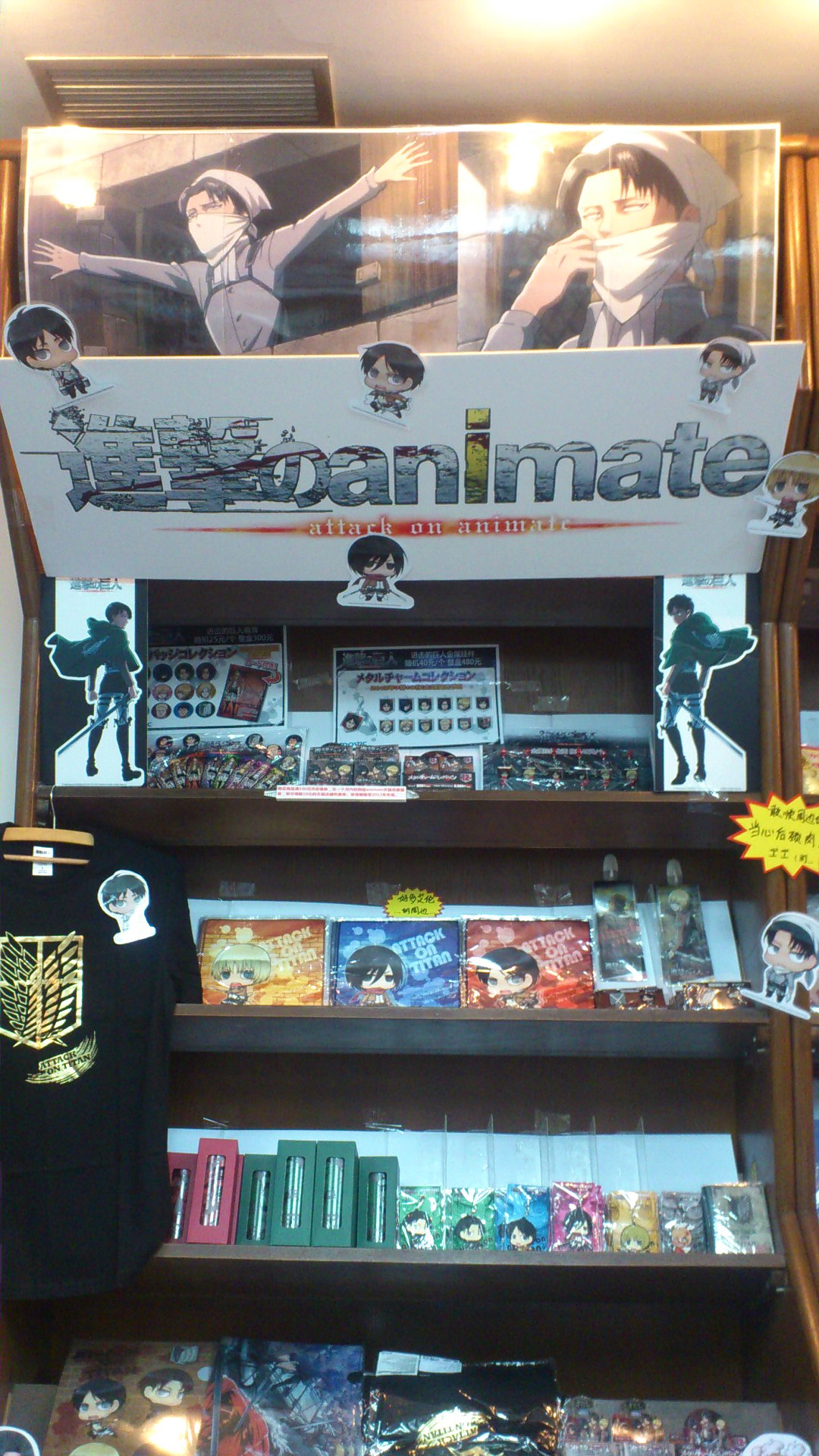
중화인민공화국 상하이점 (점내, 기간 한정 점포)
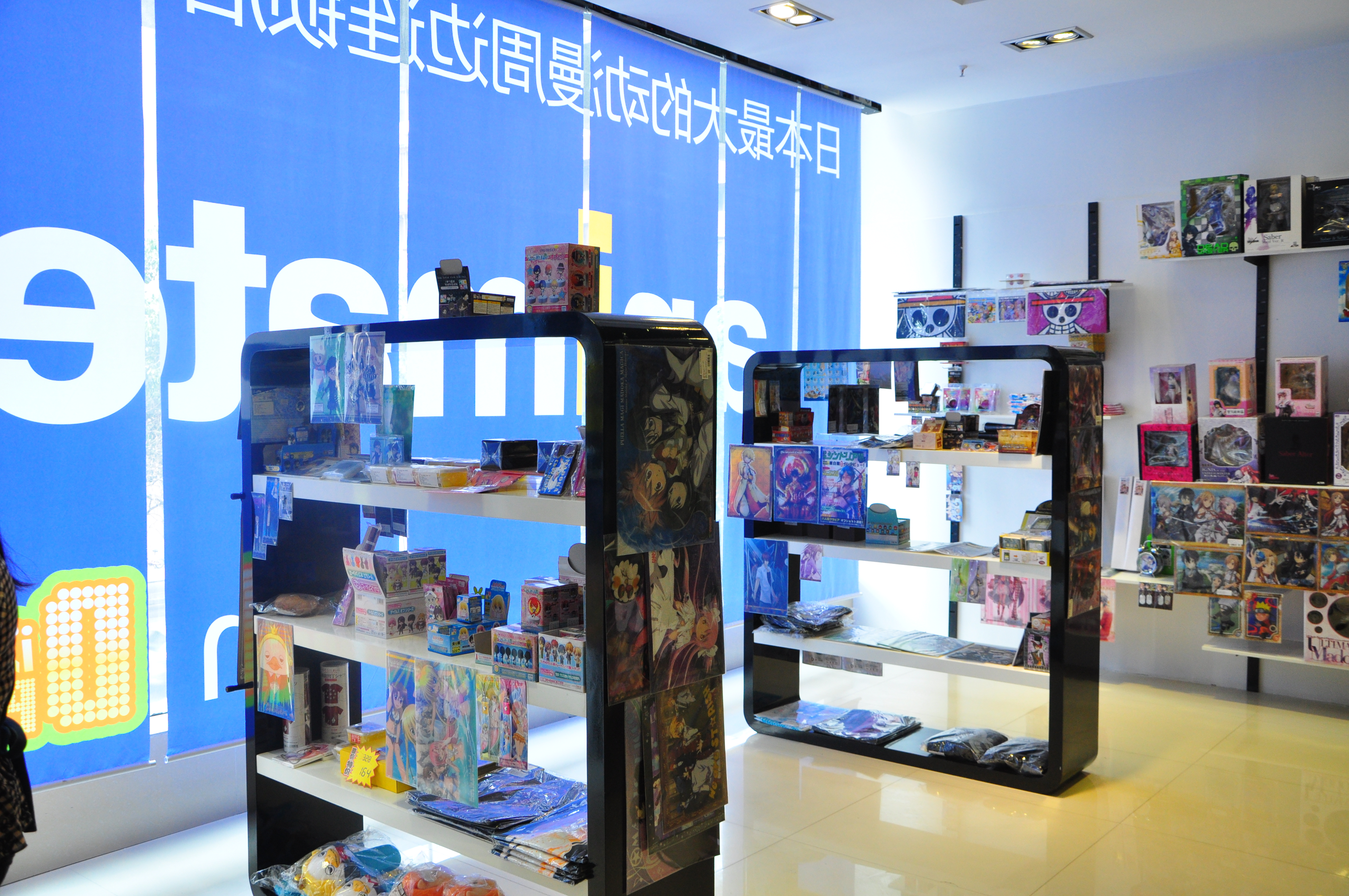
중화인민공화국 청두점 (점내, 기간 한정 점포)
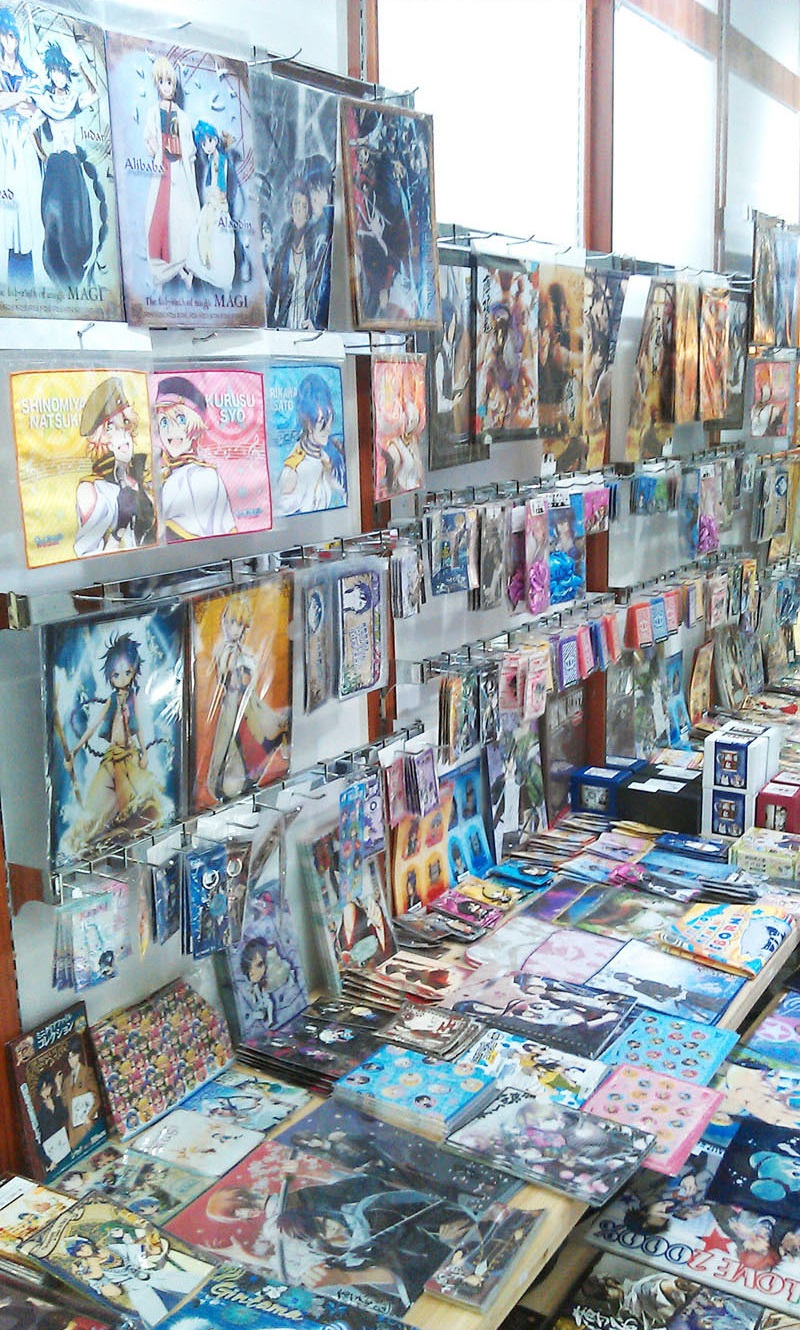
중화인민공화국 난징점 (점내, 기간 한정 점포)